# South Pasadena (Florida)
South Pasadena és una població dels Estats Units a l'estat de Florida. Segons el cens del 2000 tenia 5.778 habitants.

## Demografia
Segons el cens del 2000, South Pasadena tenia 5.778 habitants, 3.660 habitatges, i 1.423 famílies. La densitat de població era de 3.280,7 habitants/km².
Dels 3.660 habitatges en un 2,7% hi vivien nens de menys de 18 anys, en un 34,2% hi vivien parelles casades, en un 3,9% dones solteres, i en un 61,1% no eren unitats familiars. En el 56,6% dels habitatges hi vivien persones soles el 42,3% de les quals corresponia a persones de 65 anys o més que vivien soles. El nombre mitjà de persones vivint en cada habitatge era d'1,5 i el nombre mitjà de persones que vivien en cada família era de 2,16.
Per edats la població es repartia de la següent manera: un 2,9% tenia menys de 18 anys, un 1,5% entre 18 i 24, un 9,7% entre 25 i 44, un 22,8% de 45 a 60 i un 63,1% 65 anys o més.
L'edat mediana era de 71 anys. Per cada 100 dones de 18 o més anys hi havia 62,6 homes.
La renda mediana per habitatge era de 28.160 $ i la renda mediana per família de 39.646 $. Els homes tenien una renda mediana de 27.092 $ mentre que les dones 26.125 $. La renda per capita de la població era de 26.420 $. Entorn del 6,4% de les famílies i el 8,6% de la població estaven per davall del llindar de pobresa.

## Poblacions més properes
El següent diagrama mostra les poblacions més properes.